# Psathyrella polycystis
Psathyrella polycystis är en svampart som först beskrevs av Henri Romagnesi, och fick sitt nu gällande namn av Henri Romagnesi 1982. Psathyrella polycystis ingår i släktet Psathyrella och familjen Psathyrellaceae.   Inga underarter finns listade i Catalogue of Life.